# Chad Kolarik
Chad Kolarik (* 26. Januar 1986 in Abington, Pennsylvania) ist ein ehemaliger US-amerikanischer Eishockeyspieler und derzeitiger -trainer, der im Verlauf seiner aktiven Karriere zwischen 2002 und 2020 unter anderem über 250 Spiele in der American Hockey League (AHL) für fünf verschiedene Franchises absolviert und zudem in der Deutschen Eishockey Liga (DEL), Kontinentalen Hockey-Liga (KHL), Svenska Hockeyligan (SHL) sowie der Schweizer National League A (NLA) gespielt hat.

## Karriere
Kolarik begann seine Karriere im Nachwuchsprogramm des US-amerikanischen Eishockeyverbandes USA Hockey, dem USA Hockey National Team Development Program, und spielte dort vor allem für die U18-Mannschaft in der North American Hockey League (NAHL). Im NHL Entry Draft 2004 wurde er in der siebten Runde an insgesamt 199. Position von den Phoenix Coyotes ausgewählt, wechselte aber zunächst an die University of Michigan. Dort gewann er in seiner Debütsaison mit der Mannschaft die Meisterschaft der Central Collegiate Hockey Association. Drei Jahre später war Kolarik mit 56 Punkten aus 39 Spielen hinter Kevin Porter zweitbester Scorer seiner Mannschaft und führte das Team zum erneuten Titelgewinn. Anschließend wurde er ins zweite All-American Team der West-Divisionen der National Collegiate Athletic Association (NCAA) gewählt. Im Anschluss an seine Collegekarriere wechselte er zu den Play-offs 2008 zu den San Antonio Rampage, dem Farmteam der Coyotes, in die American Hockey League. Mit vier Toren war er auf Anhieb bester Torschütze der Mannschaft.

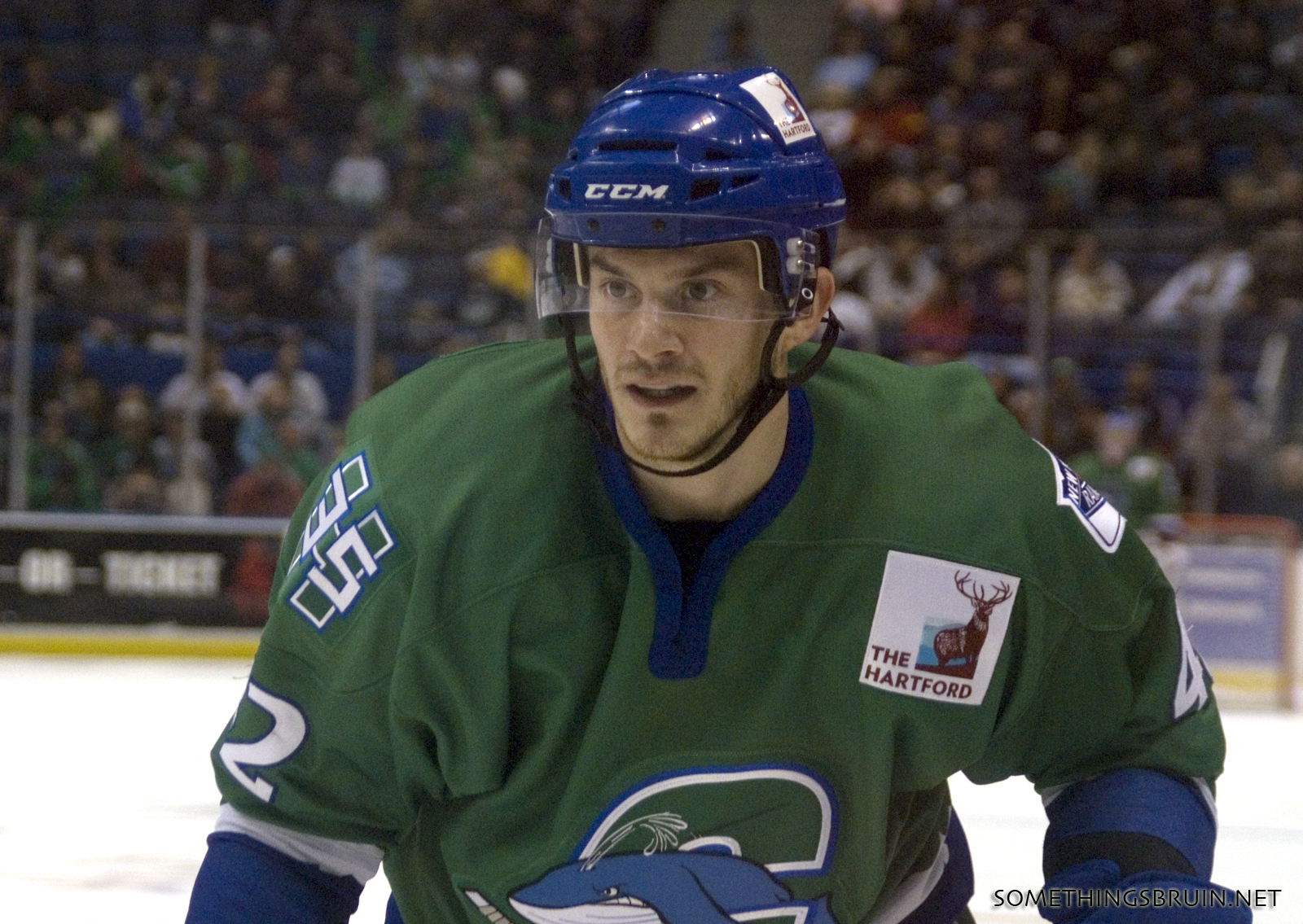
Kolarik im Trikot des Connecticut Whale (2011)

Nach zwei Jahren in San Antonio wechselte Kolarik im März 2010 zu den Columbus Blue Jackets, die im Gegenzug Alexandre Picard nach Phoenix transferierten. Einen Monat später, am 5. April 2010, gab der Stürmer sein NHL-Debüt beim Spiel gegen die St. Louis Blues. Nach zwei Einsätzen in der NHL, in denen er punkt- und straflos blieb, wurde er allerdings wieder zum Farmteam der Blue Jackets, den Syracuse Crunch, geschickt. Während der folgenden Saison wurde er im Austausch für Dane Byers an die New York Rangers abgegeben, für die er einen weiteren Kurzeinsatz von vier Spielen in der NHL absolvierte. Dabei erzielte er durch einen Assist auch seine ersten Scorerpunkt. Den Großteil der Saison verbrachte er allerdings bei den Hartford Wolf Pack bzw. Connecticut Whale in der AHL, wo Kolarik die Saison mit 17 Treffern aus 36 Spielen als drittbester Torschütze der Mannschaft abschloss.
Kolarik verpasste die gesamte Saison 2011/12 aufgrund einer Knieverletzung, die er sich im NHL-Trainingslager vor Saisonbeginn zuzog. Im folgenden Jahr gab er sein Comeback in der AHL und zählte im Laufe der Saison zu den besten Scorern der Liga. Er wurde daraufhin in den Kader des AHL All-Star Classic 2013 berufen. Mit 16 Toren führte er zudem die Torschützenliste der Whale an, als er im Januar 2013 im Austausch für Benn Ferriero zu den Wilkes-Barre/Scranton Penguins abgegeben wurde. Kolarik schloss die reguläre Saison mit insgesamt 68 Punkten aus 73 Spielen als drittbester Scorer der AHL ab. In den Play-offs verhalf er der Mannschaft durch sein Siegtor im entscheidenden siebten Spiel der Serie gegen die Providence Bruins, einen 0:3-Rückstand in der Best-of-Seven-Serie noch zu drehen. Dies war zuvor nur zwei anderen Teams in der Ligageschichte gelungen.
Im Juni 2013 verließ Kolarik als Free Agent Nordamerika und unterzeichnete einen Einjahresvertrag mit dem schwedischen Verein Linköping HC aus der Svenska Hockeyligan (SHL). Dort schloss er seine Debütsaison 2013/14 mit 30 Toren als bester Torschütze der Liga ab und gewann die Håkan Loob Trophy. Im Oktober 2014 bat er den LHC um eine Vertragsauflösung und wurde wenige Tage später vom HK Awangard Omsk aus der Kontinentalen Hockey-Liga verpflichtet.
Ende April 2015 wurde Kolarik von den Kloten Flyers aus der Schweizer National League A (NLA) für ein Jahr unter Vertrag genommen. Dort kam er in 38 NLA-Partien zum Einsatz und erzielte dabei 16 Tore und legte zwölf weitere vor. Er verließ Kloten nach der Saison 2015/16 und folgte Trainer Sean Simpson zu den Adlern Mannheim in die Deutsche Eishockey Liga (DEL). Bereits in seiner ersten DEL-Saison 2016/17 war er mit 25 Toren unter den Top-10-Torjägern der Liga und in der folgenden Spielzeit 2017/18 war Kolarik wieder der erfolgreichste Scorer der Adler. Auch nach dem Trainerwechsel zur Saison 2018/19 bildete er mit Garrett Festerling und Markus Eisenschmid eine erfolgreiche Angriffsreihe und wurde in seiner dritten Spielzeit für Mannheim wieder deren punktbester Spieler. Im Anschluss an diese erfolgreiche Hauptrunde gewann Kolarik mit den Adlern die deutsche Meisterschaft und verließ den Klub anschließend. In der Saison 2019/20 stand er beim EC Red Bull Salzburg unter Vertrag, ehe er seine Karriere im Juli 2020 aus familiären Gründen beendete.
Anschließend begann Kolarik im Sommer 2021 als Trainer zu arbeiten, zunächst ein Jahr für die Juniorenmannschaft Waterloo Black Hawks in der United States Hockey League (USHL) und danach als Nachwuchstrainer im US-amerikanischen Eishockeyverband USA Hockey.

### International
Kolarik vertrat die US-amerikanische Nationalmannschaft bei der U18-Junioren-Weltmeisterschaft 2004 in Minsk. Nach einer Niederlage im Finale gegen Russland gewann er mit dem Team die Silbermedaille. Für die Herren-Nationalmannschaft stand Kolarik erstmals beim Deutschland Cup 2013 im Aufgebot und gewann dort die Goldmedaille. Anschließend vertrat er sein Heimatland bei den Olympischen Winterspielen 2018 und belegte dort mit der Mannschaft, die ohne NHL-Spieler antrat, den siebten Platz.

## Erfolge und Auszeichnungen
| - 2005 Mason-Cup-Gewinn mit der University of Michigan - 2008 Mason-Cup-Gewinn mit der University of Michigan - 2008 CCHA First All-Star Team - 2008 NCAA West Second All-American Team | - 2013 Teilnahme am AHL All-Star Classic - 2014 Håkan Loob Trophy - 2019 Deutscher Meister mit den Adler Mannheim |

### International
- 2004 Silbermedaille bei der U18-Junioren-Weltmeisterschaft

## Karrierestatistik

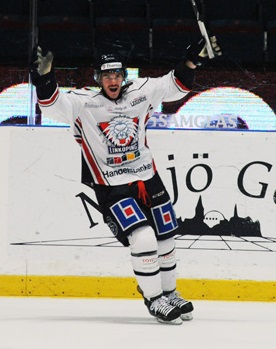
Kolarik als Spieler des Linköping HC (2013)

### International
Vertrat die USA bei:
- U18-Junioren-Weltmeisterschaft 2004
- Olympischen Winterspielen 2018

(Legende zur Spielerstatistik: Sp oder GP = absolvierte Spiele; T oder G = erzielte Tore; V oder A = erzielte Assists; Pkt oder Pts = erzielte Scorerpunkte; SM oder PIM = erhaltene Strafminuten; +/− = Plus/Minus-Bilanz; PP = erzielte Überzahltore; SH = erzielte Unterzahltore; GW = erzielte Siegtore; 1 Play-downs/Relegation; Kursiv: Statistik nicht vollständig)